# 埃爾代姆利

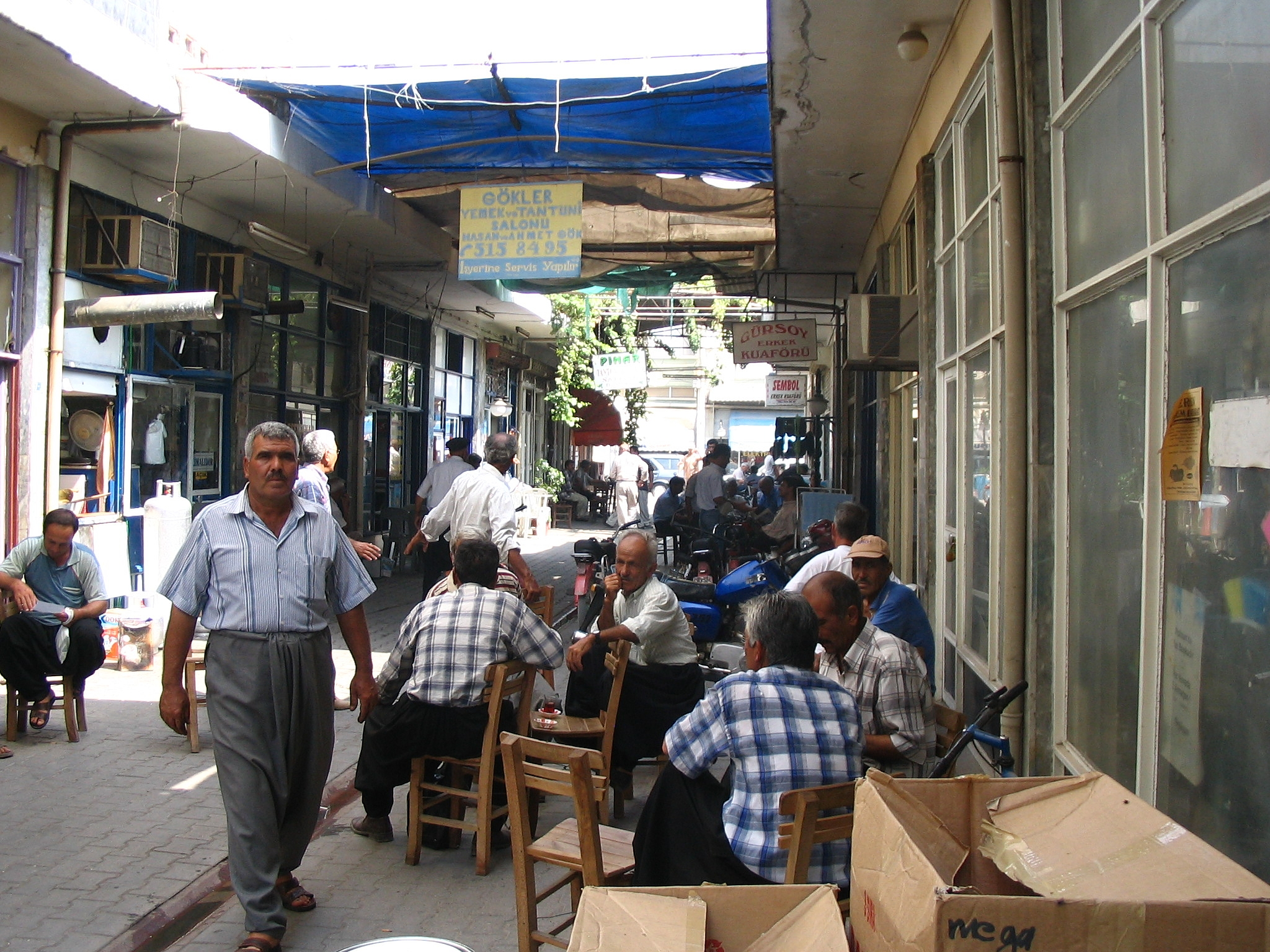
A street in Erdemli

埃爾代姆利是土耳其的城鎮，由梅爾辛省負責管轄，位於該國南部地中海沿岸，距離首府梅爾辛35公里，面積2,048平方公里，海拔高度10米，2010年人口46,903。

## 外部連結
- District governor's official website （页面存档备份，存于） （土耳其文）
- District municipality's official website （页面存档备份，存于） （土耳其文）
- Erdemli
- Mersin University （页面存档备份，存于）
- Mersin haberleri（页面存档备份，存于）

36°48′00″N 34°38′00″E / 36.8°N 34.6333°E